# 大鱗紅娘魚
大鱗紅娘魚為輻鰭魚綱鮋形目鮋亞目角魚科的其中一種，分布於東大西洋區，從葡萄牙至毛利塔尼亞海域，包括地中海，棲息深度100-190公尺，體長可達20公分，為底棲性魚類，屬肉食性，可作為食用魚。

## 擴展閱讀
維基物種上的相關：大鱗紅娘魚